# Subles

Subles este o comună în departamentul Calvados, Franța. În 1 ianuarie 2022 avea o populație de 675 de locuitori.